# Adolf Stránský
Adolf Stránský (8. dubna 1855 Habry – 18. prosince 1931 Brno) byl český a československý novinář, politik a zakladatel Lidových novin. Za Rakouska-Uherska poslanec Moravského zemského sněmu a Říšské rady, předseda Lidové strany na Moravě (moravské obdoby mladočeské strany), po vzniku republiky ministr obchodu.

## Biografie

### Mládí, studium a novinářská dráha
Narodil se v židovské rodině 8. dubna 1855 v Habrech. V letech 1865–1873 studoval na gymnáziu v Německém Brodě. Po jeho absolvování vystudoval práva na Karlo-Ferdinandově univerzitě v Praze a po krátkém působení u krajského soudu v Českých Budějovicích a u obchodního soudu v Praze odešel roku 1880 do Brna, kde pracoval jako právník a kde si roku 1886 otevřel advokátní kancelář. Od studentských let přispíval do pražské Politiky i Národních listů. Roku 1881 redigoval opoziční list Tribüne, který vydával ve Vídni Jan Stanislav Skrejšovský. V roce 1885 konvertoval ke katolicismu.
Od roku 1882 byl ženatý s Kateřinou Fröhlichovou (1850–1918). Z manželství se narodil syn Jaroslav (1884–1973) a dcery Milada a Božena, která se provdala za architekta Emila Králíka.
Jako novinář se stal v letech 1889–1893 vydavatelem Moravských listů. Do dějin žurnalistiky vstoupil roku 1893, kdy začal s vydáváním Lidových novin, které znamenaly zásadní zvrat v české žurnalistice. Tyto noviny v následujících dekádách vynikaly vysokou novinářskou úrovní, kterou zajišťovaly osobnosti jako bratři Čapkové, Rudolf Těsnohlídek, Arne Novák, Jiří Mahen nebo František Gellner.

### Předákem moravských mladočechů
Jako advokát vystupoval coby právní zástupce v procesu s Omladinou a jiných politických kauzách. Zároveň přímo vstoupil do politiky. Ideově byl orientován mladočesky, jenže na Moravě neproběhlo rozštěpení na staro- a mladočechy jako koncem 80. let 19. století v Čechách. Vstoupil tak do zatím ještě jednotné staročeské Moravské národní strany. V ní ovšem již brzy vedl liberální, mladočeské křídlo, od roku 1891 coby samostatnou Lidovou stranu na Moravě (jako obdobu mladočechů v Čechách). V této politické formaci zastával v letech 1892–1896 post místopředsedy výkonného výboru a od roku 1900 byl jejím předsedou. Nymburská rezoluce mladočechů coby zásadní programový dokument z roku 1894 označovala Lidovou stranu na Moravě explicitně za součást mladočeské strany, s vlastní zemskou organizací. Šlo o potvrzení stavu, kdy Stránský pravidelně konzultoval své kroky s protějšky z Čech a účastnil se důležitých stranických porad. Na rozdíl od Čech ale na Moravě zůstala zachována silnější pozice staročechů a tak Stránský s moravskými staročechy udržoval politiku spolupráce. Jeho mladočeské křídlo ovšem i zde bylo silnější.
Aliance moravských mladočechů s protějšky z Čech utrpěla otřes po volbách do Říšské rady v roce 1907. Pražský vůdce mladočechů Karel Kramář tehdy totiž prosazoval pozitivní politiku provládní spolupráce a souhlasil i s vysláním mladočeského nominanta do vídeňské vlády. Na Říšské radě mladočeši utvořili společný klub s podobně smýšlejícími agrárníky a klerikály, zatímco Stránský a jeho moravští mladočeši zůstali společně s dalšími českými nesocialistickými stranami mimo tuto parlamentu frakci.
V roce 1908 se podílel na ustavení Lidové strany pokrokové na Moravě, jejímž jedním ze dvou předsedů se stal.
Od roku 1895 a do roku 1918 byl poslancem Moravského zemského sněmu. Byl sem poprvé zvolen v doplňovacích volbách roku 1895 za městskou kurii, obvod Nové Město, Žďár, Velké Meziříčí atd. Zvolen byl 30. října 1895. Za týž obvod uspěl i v řádných zemských volbách roku 1896 a zemských volbách roku 1902. V zemských volbách roku 1906 byl opět zvolen, za českou městskou kurii, obvod Nové Město, Žďár, Velké Meziříčí atd. a křeslo poslance tu obhájil v zemských volbách roku 1913.
Dlouhodobě byl i poslancem Říšské rady (celostátní parlament). Na Říšskou radu nastoupil 9. července 1895 místo Josefa Fanderlíka. Reprezentoval městskou kurii, obvod Nové Město, Jaroměřice atd. Mandát obhájil za stejný obvod ve volbách do Říšské rady roku 1897 a volbách do Říšské rady roku 1901. Uspěl i ve volbách do Říšské rady roku 1907 konaných již v systému rovného volebního práva, bez kurií. Zvolen byl za obvod Morava 09 a působil pak jako hospitant Českého klubu, střechové parlamentní frakce českých poslanců ve Vídni. Opětovně získal mandát i ve volbách do Říšské rady roku 1911, po nichž usedl do poslaneckého klubu Jednota nezávislých pokrokových poslanců Čech a Moravy. V Říšské radě setrval až do zániku monarchie v roce 1918.
Coby parlamentní politik patřil mezi radikálně opoziční české řečníky. Když se v roce 1896 projednávala v Říšské radě takzvaná Badeniho volební reforma, hlasoval Stránský proti, přičemž se tak připojil k radikálně opozičnímu křídlu strany (někteří mladočeši totiž považovali reformu za příliš mírnou a měli vlastní, radikálnější návrh), zatímco další předáci jako Josef Kaizl nebo Gustav Eim vládní předlohu podpořili. Vystupoval pro všeobecné volební právo, sociální reformy a rozvoj českého školství. Účastnil se několika pokusů o česko-německé konference s cílem dosáhnout národnostního smíru. Během voleb roku 1911 moravští mladočeši uzavřeli protiklerikální koalici s agrárníky i sociálními demokraty s cílem eliminovat v druhém kole voleb katolické kandidáty. Kromě politiky byl aktivní i ve veřejném, spolkovém a hospodářském životě. Až do roku 1918 působil na postu ředitele Hypoteční banky v Brně a viceprezidenta Moravského pojišťovacího ústavu.
Během první světové války se podílel na odboji a koncem války sloučil svou stranu s mladočechy z Čech a dalšími liberálními skupinami do České státoprávní demokracie, respektive z ní brzy nato po vzniku republiky utvořené Československé národní demokracie. V posledních měsících existence monarchie se česká politika v státoprávních otázkách radikalizovala a Stránský na jaře 1918 v parlamentu oznámil, že „Češi zničí Rakousko, (...) protože Rakousko je staletým zločinem proti svobodě lidského pokolení. Největší národní povinností Čechů je škodit Rakousku, kde je to jen možné.“ Šlo o reakci na předchozí kroky vlády, která v květnu 1918 úřední mocí, bez parlamentního souhlasu, začala v Čechách zavádět krajské zřízení, čímž naplňovala dlouhodobé plány českých Němců na utvoření etnicky německých entit v rámci Čech.

### Ministrem československé vlády
Roku 1918 se Stránský stal členem Moravského národního výboru a po říjnu 1918 byl aktivní v politice samostatného Československa. V letech 1918–1920 byl poslancem Revolučního národního shromáždění. Od listopadu 1918 do července 1919 byl ministrem obchodu v první československé vládě (vláda Karla Kramáře).

### Politické aktivity po roce 1919
V letech 1919–1931 byl prezidentem společnosti pro železářský průmysl v Praze.
V parlamentních volbách v roce 1920 získal senátorské křeslo v Národním shromáždění republiky Československé. V senátu zasedal do roku 1925, kdy na funkci rezignoval a nahradil ho Josef Seifert.
V rámci národní demokracie tvořil liberální, brněnské křídlo, které bylo vstřícnější k politice Hradu. Strana jako taková se ovšem radikalizovala a to vyústilo v masový odchod členstva. V roce 1925 se podílel na založení Národní strany práce, která měla být novou umírněnou formací. Po jejím neúspěchu v parlamentních volbách v roce 1925 odešel z politického života. Zemřel 18. prosince 1931 v Brně.